# N-甲酰基吗啉
N-甲酰基吗啉是一种有机化合物，化学式为O(C2H4)2NCHO。它是无色的化合物，可用作较高温度下的溶剂。它也是一种甲酰化试剂。
它可由吗啉和二氧化碳在还原剂二甲胺-甲硼烷（Me2NH·BH3）的存在下反应制得。